# Ярица (озеро)
Ярица — озеро в муниципальном образовании «Себежское» (Глембочинская волость) Себежского района Псковской области, в 5 км к западу от озера Нечерица.
Озеро находится на территории Себежского национального парка.
Площадь — 1,1 км² (113,0 га). Максимальная глубина — 3,3 м, средняя глубина — 1,8 м.
На северном берегу озера расположена деревня Ладеево.
Слабопроточное. Через речки Мотяжница и Левотинская, реку Свольна с проточными озёрами и реку Дрисса соединяется с рекой Западная Двина.
Тип озера плотвично-окуневый. Массовые виды рыб: щука, плотва, окунь, красноперка, лещ, густера, уклея, линь, золотой и серебряный караси, угорь, ёрш, язь, вьюн; длиннопалый рак (единично).
Для озера характерны в литорали — песок, заиленный песок, ил, камни, в центре — ил; есть сплавины.